# ان‌جی‌سی ۶۳۳
ان‌جی‌سی ۶۳۳ (انگلیسی: NGC 633) یک کهکشان مارپیچی میله‌ای بزرگ است که در صورت فلکی سنگتراش قرار دارد. این کهکشان توسط اخترشناس بریتانیایی جان هرشل در سال ۱۸۳۴ میلادی کشف شد.